# Oljefärg

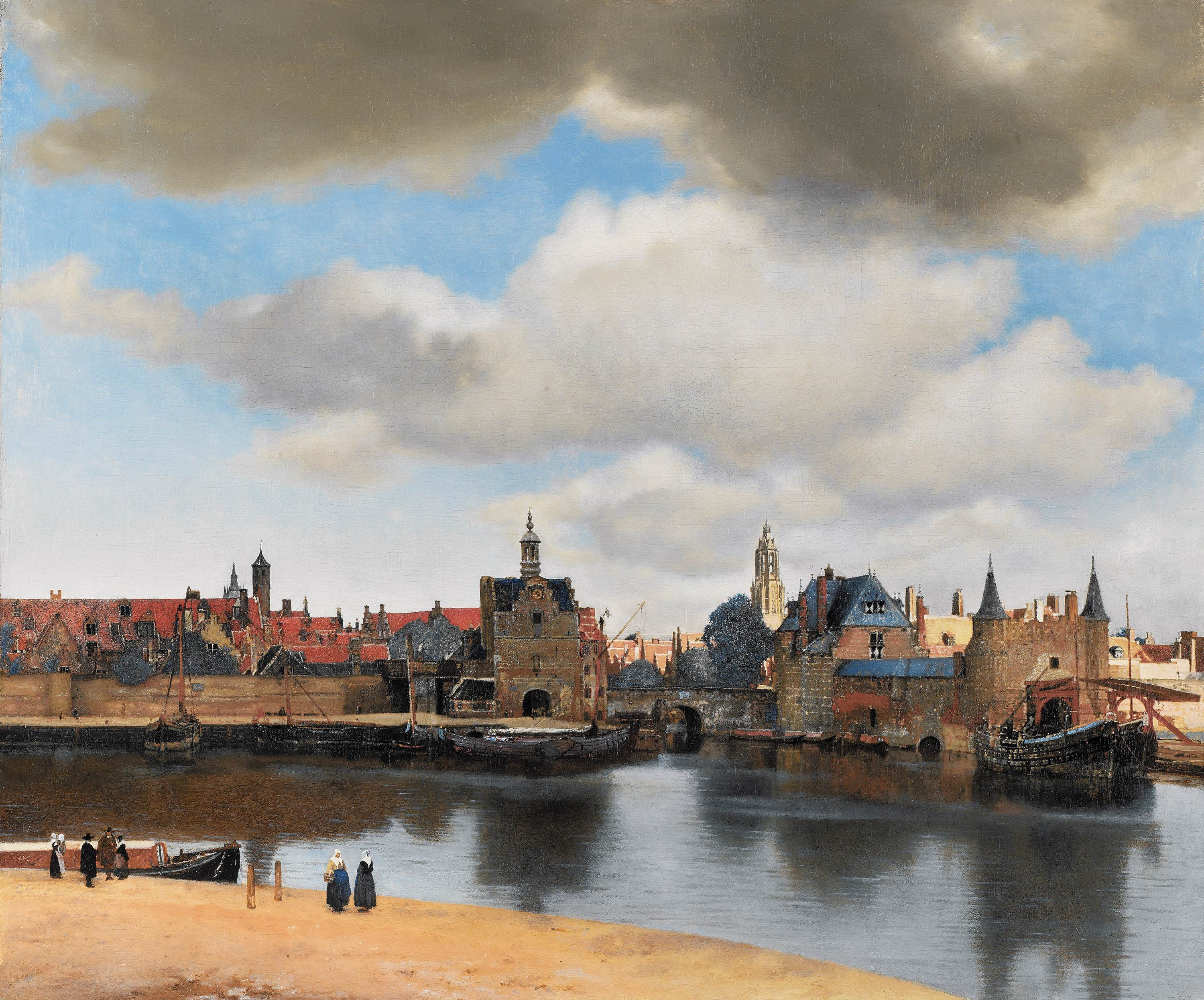
Vy över Delft
Johannes Vermeer (1660–1661)
olja på duk
96,5 × 117,5 cm

Oljefärg är ett samlingsnamn för en rad olika färgmaterial för konst- och byggnadsmåleri där bindemedlet är någon form av oxiderande olja.

## Innehåll och torkning

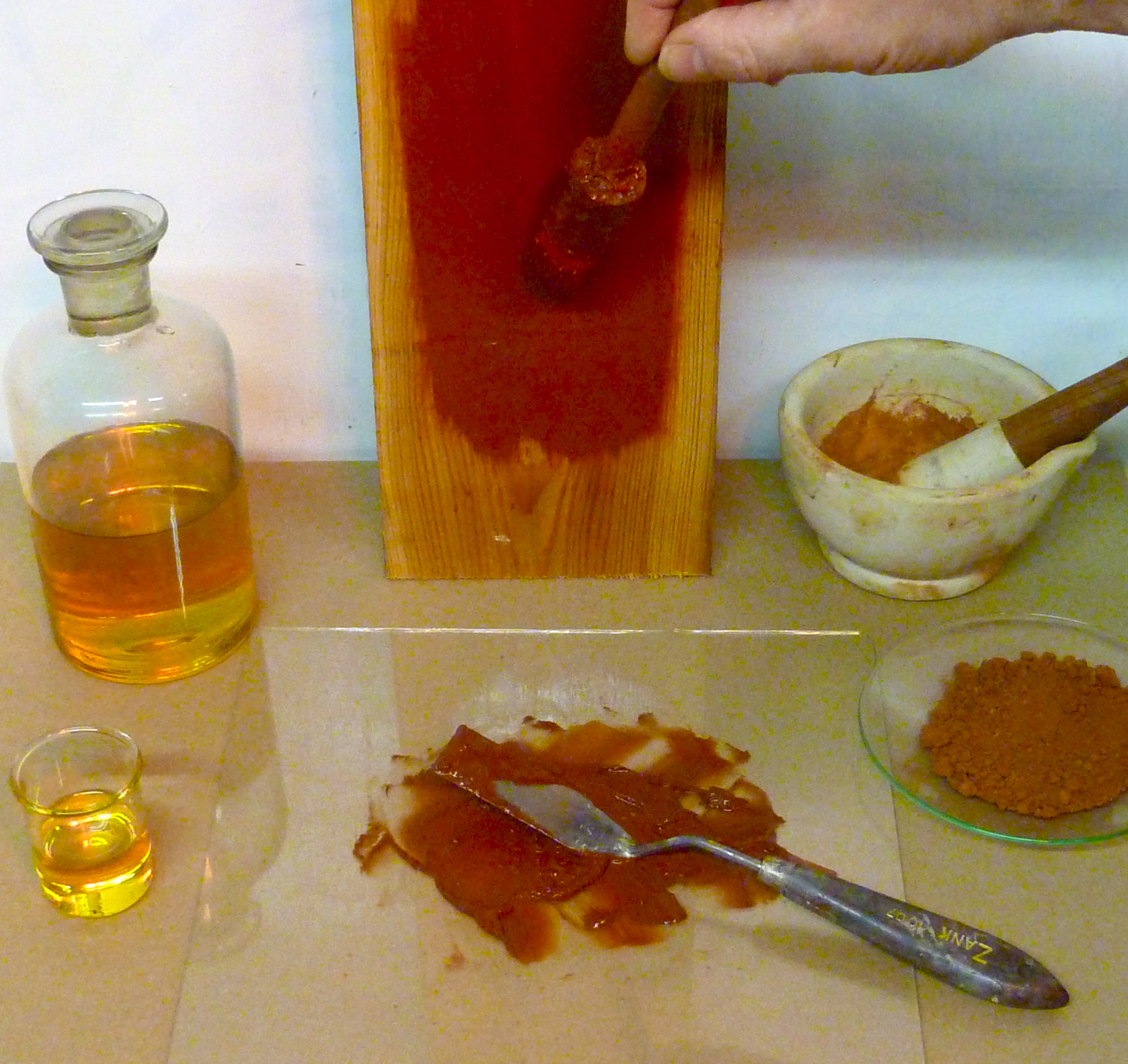
Linoljefärg tillverkad på traditionellt sätt av kallpressad kokt linolja och jordpigment. Denna färg torkar på cirka två dygn vid normal rumstemperatur.

Oljefärg är en långsamtorkande färg som i sin renaste form består av färgpigment och en oxiderande olja. Inom byggnadsmåleri är den oftast alkydbaserad. I konstnärsfärger, liksom förr inom byggnadsmåleri, är den oxiderande oljan oftast linolja. Beroende på kvalitetskrav och användningsområde sätter man ofta till ett organiskt lösningsmedel, exempelvis lacknafta eller terpentin. Torktiden kan förkortas genom tillsats av sickativ (torkmedel) och påverkas dessutom av vilket pigment som används.
Oljan är färgens bindemedel, och färgskiktet torkar, härdar, genom oljans oxidation och polymerisation, då omättade fettsyror binder till varandra och skapar ett tredimensionellt nätverk.

### Förtvålning
De flesta oljefärger är känsliga för alkalier, basiska miljöer. Redan vid låg fuktighet riskerar de att då drabbas av så kallad förtvålning, saponifiering, där oljornas esterbindningar bryts och de då fria fettsyrorna bildar salter med tillgängliga metalljoner, vilket verkar nedbrytande på färgskiktet. Man undviker därför att använda oljefärg direkt på obehandlade alkaliska underlag som till exempel ny puts och betong, liksom förzinkade underlag. Vissa metallinnehållande pigment, såsom blyvitt och zinkvitt, har också en förmåga att utlösa denna förtvålning.
I vissa fall eftersträvas en viss förtvålning, då det bland annat anses kunna ge ett mer väderbeständigt skikt, varvid till exempel blyvitt används. Man har dock konstaterat på äldre konstverk att målningars färglager med tiden förstörs av förtvålningen.

## Oljefärg för konstmåleri

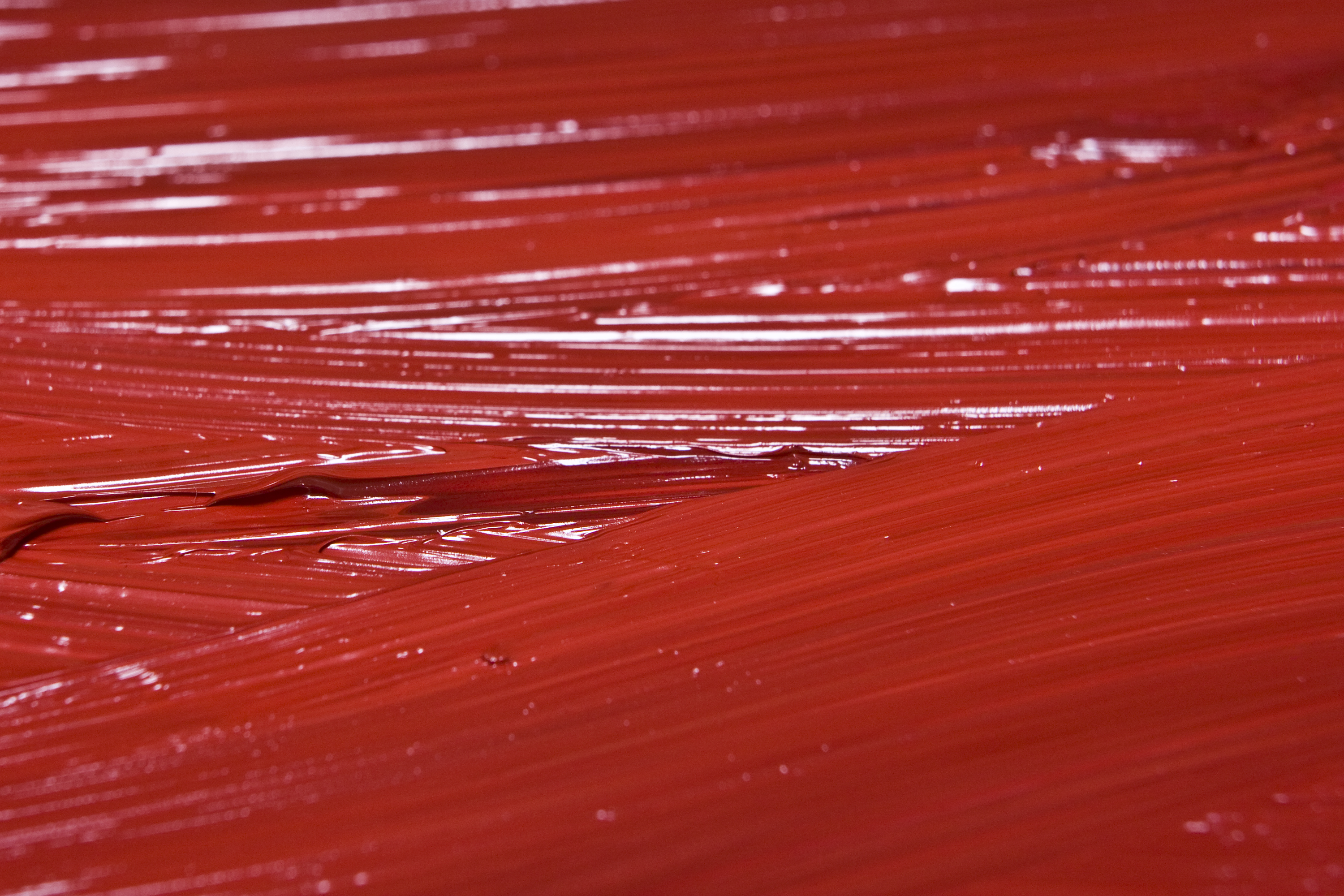
Oljefärg med två röda pigment, varianter av kadmiumrött och pyrrolpigment.

Torkande olja har använts för målning av bilder åtminstone sedan 500-talet e. Kr. men det var under renässansen som oljefärgen fick sitt genombrott i den europeiska konsten. I början av 1400-talet använde flamländska målare som bröderna van Eyck en blandteknik av olje- och temperamålning, varefter oljefärgerna allt mera trängde ut de tidigare använda temperafärgerna. På 1600-talet hade oljemåleriet helt och hållet avlöst temperamåleriet som dominerande teknik även i Italien och övriga Europa.
Oljefärgens långa torktid kan vara en fördel inom konstmåleriet, eftersom det ger konstnären möjlighet att skapa mjuka toningar och bearbeta bilden innan färgen torkar. För att förändra färgens egenskaper kan man tillsätta olika ämnen, målningsmedium, som till exempel gör färgen mera transparent.
Alternativ till linolja är i första hand andra oxiderande, vegetabiliska oljor, såsom vallmofröolja, nötolja eller Safflorolja.
I vit oljefärg använder man ofta safflorolja i stället för linolja, eftersom linoljan med tiden ger en viss gulning. Saffloroljan torkar ännu långsammare än linolja, och vita oljefärger torkar därmed långsamt.
Även alkydoljefärg finns att tillgå bland konstnärsfärger, ofta marknadsförda som snabbtorkande alternativ och inte sällan med sickativ i sig. De är kompatibla med vanliga oljefärger, men man bör då tänka på att alkydfärger torkar till ett hårdare och skörare skikt och inte är lämpliga att använda över vanlig oljefärg. Dess lägre elasticitet gör att det kan vara lämpligt att välja fastare underlag än bara duk. Med tanke på vita färgers långa torktid, som nämnts ovan, väljer flera konstnärer dock att i kombination med sina vanliga oljefärger använda en alkydvariant av titanvitt som används i många färgblandningar.
Oljefärg för konstnärsbruk säljs idag normalt färdigblandad i tuber. Som lösningsmedel använder man traditionellt balsamterpentin. På grund av de hälsorisker som finns vid användning av balsamterpentin används idag oftast annan typ av förtunning.
Billigare oljefärger, av så kallad studiekvalité, innehåller ofta ett fyllnadsmedel för att dryga ut färgen och har således lägre pigmentkoncentration. Oljefärger av konstnärskvalité har högre pigmentkoncentration och för dessa används även mer påkostade pigment. Konstnärsfärgerna brukar vara uppdelade i olika serier utifrån prisnivå, och det är huvudsakligen pigmentkostnaden som styr denna.

## Oljefärg för byggnadsmåleri
Inom byggnadsmåleriet syftar ordet oljefärg oftast på en alkydoljefärg. Benämningen linoljefärg är reserverad för färger med linolja som enda bindemedel, det vill säga utan tillsatser av andra oljor eller hartser.

### Linoljefärg

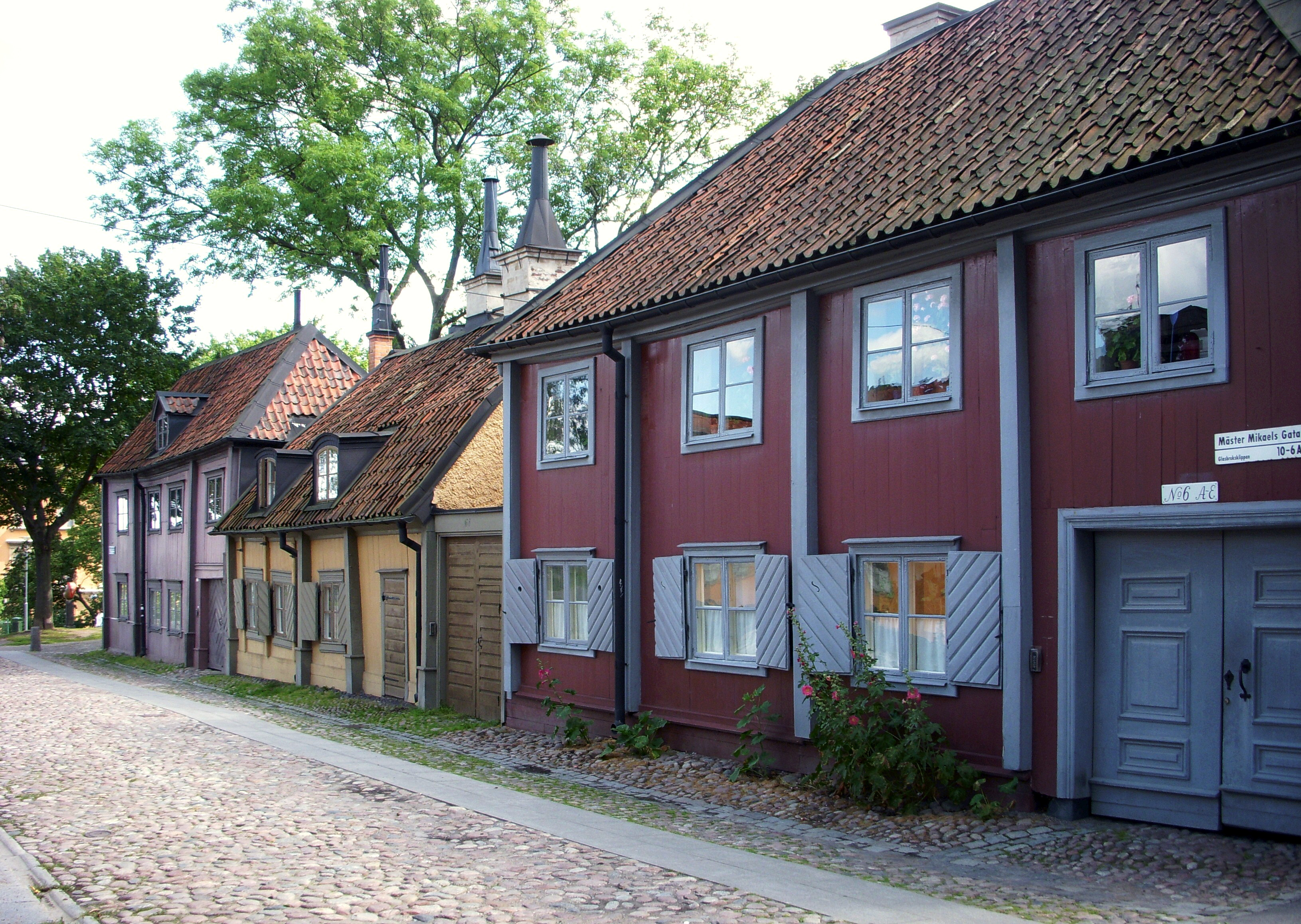
Linoljefärgsmålade 1700-talshus på Mäster Mikaels gata på Södermalm i Stockholm

I svenskt byggnadsmåleri har färg med linolja som enda eller dominerande bindemedel använts sedan 1500-talet men det var först under 1700-talet som den fick någon större betydelse. Från 1700-talets slut blev linoljefärg den dominerande färgtypen för möbler, snickerier och invändiga trätak, och i början av 1800-talet var de flesta trähusen i de tongivande städerna målade med ljus linoljefärg åtminstone mot gatan. Linoljefärgen var dyrare och mera prestigefylld än den röda slamfärg som annars användes för fasader, och den kunde pigmenteras till en rad olika kulörer. Fram till mitten på 1900-talet var dessa två färgtyper helt dominerande på träfasader i Sverige. Både inomhus och utomhus blev linoljefärgen därefter gradvis undanträngd av modernare färger och används idag främst vid in- och utvändig renovering och ommålning av äldre byggnader.
Linoljefärg fäster på nästan alla ytor så länge det är torrt och rent, och kan därför användas på metall, trä, puts, gamla färgytor med mera. Puts och betong får dock inte vara färsk, eftersom linoljefärgen inte är alkalibeständig. Linoljefärgen kräver lufttillförsel för att torka och ska därför målas i tunna skikt som får torka ordentligt innan nästa strykning. Annars är risken stor att den skrynklar sig, eftersom den utvidgar sig när den torkar.
Linoljan framställs ur frön från oljelin och finns i en rad kvaliteter. Renast är den kallpressade oljan. Den kan sedan användas rå eller upphettas för att påverka torktiden och andra egenskaper. I byggnadsmåleriet används oftast kokt linolja, som torkar snabbare än den råa och ger ett hårdare färgskikt. Både rå och kokt linolja har en stor andel riktigt små molekyler och tränger därför in väl i underlaget. Linoljefärg har därför använts både för att skydda trä mot röta och för att skydda sten och metall från vittring och korrosion. I linoljefärg för utomhusbruk är ofta en del av linoljan så kallad standolja, som upphettats för att ge större molekyler vilket gör färgskiktet blankare och mera väderbeständigt. Det råder oenighet om vilka linoljekvaliteter som ger det bästa resultatet, och detta kommer till uttryck både i färdigtillverkad färg och i recept för egen färgtillverkning.
Linoljemålade ytor gulnar något med tiden, och detta speciellt om de inte nås av dagsljus. Utvändiga ytor åldras genom att bindemedlet gradvis bryts ned så att färgen blir mattare och kulören ofta blir ljusare (kritning). I och med att ytskiktet bryts ned får smutspartiklar mindre möjlighet att fastna, och ytan håller sig jämförelsevis ren. Nedvittringen innebär också att en rätt utförd linoljefärgsmålad yta inte spricker och flagnar lika mycket som hårdare färgmaterial och att underarbetet blir enklare när det är dags att måla om.
Det går att tillverka linoljefärg av bara linolja och pigment, alltså utan något lösningsmedel eller andra tillsatser. I fabrikstillverkad färg sätter man dock ofta till små mängder sickativ och i utomhusfärg även biocider. Det kan också ingå en liten andel alifatnafta eller balsamterpentin. Vid användningen förtunnas färgen oftast med en liten mängd organiskt lösningsmedel. Vid yrkesmässig invändning oljemålning krävs sedan 1987 speciellt tillstånd om man använder organiskt lösningsmedel för förtunning eller penseltvätt. Det finns dock ett avtal om att traditionell linoljefärg får användas för underhåll och restaurering av kulturhistoriskt värdefulla interiörer.
Även själva linoljan kan när den torkar avge flyktiga ämnen (aldehyder och karboxylsyror) som irriterar ögon och slemhinnor om koncentrationen är hög, och som också misstänks vara cancerogena. Det är dock endast i undantagsfall som luften i nymålade utrymmen har visats innehålla koncentrationer över  fastställda gränsvärden för de skadliga ämnena.

### Alkydoljefärg
I alkydfärger är bindemedlet en form av alkyd, en konstharts där en alkohol (till exempel glycerol) och en organisk syra (till exempel ftalsyra) polymeriserats till en form av polyester, som i sin tur försetts med omättade fettsyror från exempelvis linolja. Andra exempel på fettsyrakällor är tallolja eller sojaolja.
Beroende på andelen fettsyror talar man om "magra" alkyder (<40 % fettsyror), som används i exempelvis industrilacker, "medelfeta" alkyder (40–60 % fettsyror) och "feta" alkyder (>60 % fettsyror) som används i målarfärg för utvändigt trä. Färger med feta alkyder kallas ofta alkydoljefärger, och när man inom byggnadsmåleriet talar om oljefärg så syftar man vanligtvis på alkydoljefärg.
Alkyder är besläktade med linolja vad gäller den kemiska uppbyggnaden och bindemedlets egenskaper. Liksom linoljefärger torkar alkydfärgerna genom oxidation och polymerisation. Alkydernas molekyler är dock betydligt större än linoljans, och därmed får alkydfärgen sämre förmåga att tränga in i underlaget. Alkydfärg torkar snabbare än linoljefärg och kan styrkas i tjockare skikt. Färgskiktet blir hårdare och mera beständigt och går att få blankare än vad som är möjligt med linolje- eller latexfärg. Utomhus bryts färgskiktet efterhand ned och blir mattare och ljusare, men inte lika snabbt som linoljefärg. Liksom linoljefärgen gulnar alkydfärgerna med tiden, men inte lika mycket.

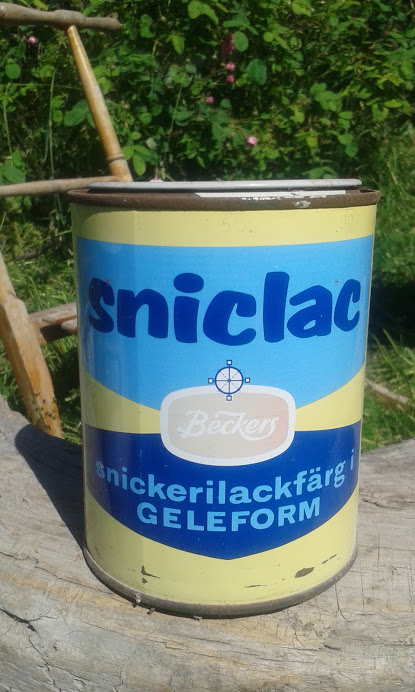
Tixotrop lackfärg från 1960-talet.

Färg med alkydbindemedel började användas på 1930-talet men det var först på 1950-talet som de fick någon större spridning. Då lanserades tixotropa alkydfärger som var betydligt mer lättarbetade än de äldre typerna. Den tixpotropa färgen är tjock och geléartad men blir tillfälligt tunnflytande vid bearbetning, och ger en jämn och fin färgyta.
Under 1960- och 1970-talen var det mycket vanligt med alkydfärg. Invändigt användes den framför allt på traditionellt linoljemålade ytor som till exempel snickerier och på traditionellt limfärgsmålade ytor, som till exempel innertak. Jämfört med de traditionella färgtyper den ersatte innehöll alkydfärgen en stor del organiskt lösningsmedel, och den visade sig vara mycket skadlig för målarnas hälsa. Sedan 1987 finns ett förbud mot att använda lösningsmedelsbaserad färg vid normalt invändigt byggnadsmåleri, och sedan dess har sådan alkydfärg i stort sett bara använts utvändigt.
Från slutet av 1980-talet har man utvecklat en rad alkydfärgstyper där de organiska lösningsmedlen har ersatts med vatten. De första typerna var emulsionsfärger, alltså färger där den fettlösliga alkyden emulgeras i vatten med hjälp av ett tredje ämne som håller alkyden finfördelad. Senare har man utvecklat en typ av färg, ofta kallad hybridfärg, där vattendispersionen åstadkoms genom att alkydmolekylerna förses med akrylat- och metakrylat-enheter och därmed även får lite av akrylfärgens egenskaper. Idag  (2016) är huvuddelen av all alkydfärg för byggnadsmåleri vattenburen.

### Annan oljefärg för byggnadsmåleri
Vid sidan av linoljan finns många andra oljor som används eller har använts i målarfärg. Nötolja (valnötsolja) och vallmoolja har använts i exklusivt inredningsmåleri. Tungolja, även kallad kinesisk träolja, framställd av frukterna från det kinesiska tungträdet, är alkalibeständig och torkar snabbt och används bland annat för skydd av utvändigt trä. Man har också använt ricinolja, spiggolja, rovolja och tran som komplement eller ersättning för linolja.